# Rhaphium igorjani
Rhaphium igorjani är en tvåvingeart som beskrevs av Negrobov 1986. Rhaphium igorjani ingår i släktet Rhaphium och familjen styltflugor. Inga underarter finns listade i Catalogue of Life.